# 基耶古姆斯市镇

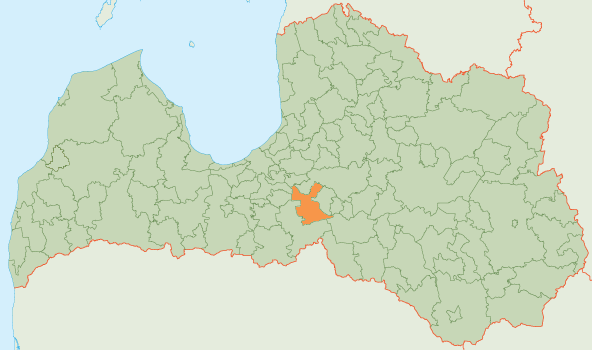
基耶古姆斯市镇在拉脱维亚的位置

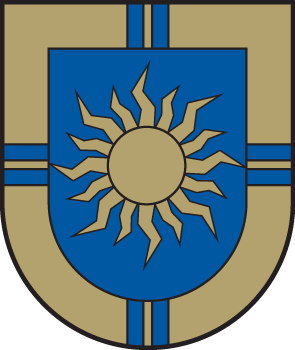
市镇徽章

基耶古姆斯市镇，曾是拉脫維亞的一個市镇，設立於2002年，位於該國中部。人口6386人，面積492平方公里，人口密度約13人/km2。
2021年7月1日，基耶古姆斯市镇与其它市镇一起并入奧格雷市鎮。

## 外部連結
- 奧格雷市鎮官方網站 （页面存档备份，存于）（拉脱维亚文） （英文）